# Тепловое время
Тепловое время (англ. Thermal time scale), или время Кельвина-Гельмгольца (Kelvin-Helmholtz time scale), — приблизительная оценка времени, которое понадобилось бы звезде, чтобы выделить, излучить полную кинетическую энергию при современной светимости. Наряду с ядерным и динамическим временем, тепловое время используется для оценки времени, в течение которого данная звезда останется на конкретной стадии эволюции при соблюдении определённых условий. В действительности время жизни звезды гораздо больше, чем значение теплового времени, поскольку после завершения горения водорода может начаться горение гелия, а затем — горение углерода.

## Звёздная астрофизика
Размер звезды, а также её темп энерговыделения обычно определяют тепловое время жизни звезды, поскольку его величина не зависит от типа вещества в центре звезды. Но тепловое время предполагает, что сжигаемого вещества внутри звезды нет и даёт оценку времени, спустя которое окончательное изменение производимой энергии достигнет поверхности звезды и станет заметно внешнему наблюдателю.
{\displaystyle \tau _{th}={\frac {\mbox{полная кинетическая энергия}}{\mbox{скорость потери энергии}}}={\cfrac {GM^{2}}{RL}}},
где {\displaystyle G} — гравитационная постоянная, {\displaystyle M} — масса звезды, {\displaystyle R} — радиус звезды, {\displaystyle L} — её светимость. Например, тепловое время для Солнца составляет около 30 млн лет.